# Muntanyes Bison
Les muntanyes Bison (nom nadiu Papi-Konda) són la part més alta de les muntanyes al nord dels districtes d'East Godavari i West Godavari a Andhra Pradesh, Índia. L'altura mitjana és d'uns 950 metres. Estan situades a l'oest de la gorga per la qual el riu Godavari entra al districte. Les muntanyes estan cobertes de densa vegetació.